# John A. Nicholson

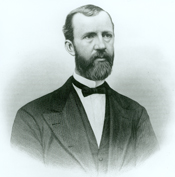
John A. Nicholson

John Anthony Nicholson (* 17. November 1827 in Laurel, Delaware; † 4. November 1906 in Dover, Delaware) war ein US-amerikanischer Politiker. Zwischen 1865 und 1869 vertrat er den Bundesstaat Delaware im US-Repräsentantenhaus.

## Werdegang
John Nicholson besuchte die öffentlichen Schulen seiner Heimat und absolvierte dann bis 1847 das Dickinson College in Carlisle (Pennsylvania). Dann ging er selbst in den Schuldienst. Im Jahr 1851 war er Schulrat für die öffentlichen Schulen im Kent County. Außerdem studierte er Jura. Nach seiner Zulassung als Rechtsanwalt begann er in Dover in diesem Beruf zu arbeiten. Beim Ausbruch des Bürgerkrieges im Jahr 1861 wurde er Brigadegeneral der Miliz im Kent County.
Nicholson war Mitglied der Demokratischen Partei. 1864 wurde er in das US-Repräsentantenhaus in Washington, D.C. gewählt, wo er am 4. März 1865 den Republikaner Nathaniel B. Smithers ablöste. Nach einer Wiederwahl im Jahr 1866 konnte er bis zum 3. März 1869 im Kongress verbleiben. Während der ersten Legislaturperiode von 1865 bis 1867 war er Mitglied im Wahlausschuss; in der zweiten Amtszeit gehörte er dem Haushaltsausschuss an. In diese Zeit fällt auch der gescheiterte Versuch der Amtsenthebung von Präsident Andrew Johnson.
Im Jahr 1868 verzichtete John Nicholson auf eine weitere Kandidatur für den Kongress. Er begann wieder als Rechtsanwalt zu arbeiten und zog sich aus der Politik zurück. Nicholson starb im Jahr 1906 in Dover und wurde dort auch beigesetzt. Seit 1844 war er mit Angelica Killeen Reed verheiratet. Sein Sohn John bekleidete von 1895 bis 1909 als Chancellor ein juristisches Verwaltungsamt in der Staatsregierung von Delaware.